# 비틀즈의 문화적 영향
영국의 록 밴드 비틀즈는 흔히 대중음악사에서 가장 앞장서고 또한 가장 영향력있는 음악가로 평가된다. 존 레논, 폴 매카트니, 조지 해리슨, 링고 스타로 구성된 라인업으로써 비틀즈는 1963년 '비틀마니아' 광풍을 일으켜냈고 이듬해 1964년 전 세계적인 스타덤을 획득하게 되었으며, 1970년 해산할 때까지 그 활동을 계속해왔다. 60년대의 비틀즈는 종종 당시 사회의 발전에 있어 오케스트레이터 역할을 수행하였다고 취급받았다. 비틀즈에 대한 평판은 당시의 젊은이에 대한 영향력, 반문화, 포스트모더니즘, 문화적 자유주의, 영국성, 예술형식으로서의 대중음악의 발전, 미증유 수준의 추종자들에 의해 성립된다. 비틀즈는 기존 가치관을 부수면서, 인종차별같은 이전 시대의 폐해를 완화했고, 이전 시대의 검열이 심하고 보수적이던 기성 사회를 자유롭게 변화시켰다고 평가받는다. 철의 장막을 지나 공산주의 국가에 자유주의 문화를 퍼뜨리며 모순을 야기했고, 패션으로도 현대적인 정장의 형태화, 터틀넥 니트나 캐주얼 패션의 대중화, 젊은이들의 패션 서브컬쳐를 문화로서 수면 위로 올리면서, 그 이전까지 철 없는 젊은이들의 일탈로 판단되던 평화주의, 개인주의, 평등주의, 반전주의, 세속주의, 성혁명, 아나키즘, 등의 것들이 전 세계에서 가장 유명한 밴드의 표방 이념이 되어, 당당한 주류 사회 문화의 일종으로 여겨지게 됐고, 모든 것을 바꿨다고 평가받고 있다. 그 자체로 사회의 전환점을 찍었기 때문에 오래된 구시대에서 사회를 현대적으로 바꿨다고 평가된다. 
1960년대의 많은 문화적 운동이 비틀즈의 지원을 받거나 혹은 영감을 얻었다. 비틀즈의 유명해짐으로 하여 서방권 국가는 젊은이가 리드하는 현상을 존중하고, 분위기 또한 현대적인 사회로 변화되었다. 이는 비서방권 국가들에도 퍼져 현재의 글로벌 문화 패러다임의 기반이 됐다. 예컨데 청년 문화가 탄생하고 이것이 주류로 오르는데 이것이 현재까지 이어진다. 개인주의, 평등주의, 세속주의, 성해방 등 이념들도 인정받기 시작했고, 기존의 보수적인 성문화와 성 의식이 자유롭게 변하기 시작하여 지금에 이른다. 10대ㆍ20대의 사회적 유동성에 대한 존중, 젊은이의 상업적 영향력, 영 패션(young fashion) 등의 주류화가 있다. 비틀즈는 아울러 사장됐던 로큰롤을 부활시키고, 이전의 미국 음악 자리에 영국의 음악인들을 그 자리에 대신 세웠을 뿐만 아니라(미국에서는 이를 가리켜 브리티시 인베이전이라 한다) 수많은 젊은이들이 음악으로 진출하게끔 이끌어주었다. 1964년에서 70년까지 비틀즈는 미국에서 6주에 한 번 꼴로 톱 히트한 싱글을, 3주에 한 번 꼴로 가장 많은 판매량을 기록한 앨범을 배출해냈다. 1965년 MBE를 표창하였으며, 영국의 대중음악인에게 이 영예가 부여되기는 처음 있는 일이었다. 이듬해 레논은 자신이 예수보다도 유명하다는 말로써 논란을 일으킨다.
비틀즈는 클래시컬한 음악의 요소와 전통 대중음악의 형식과 혁신적인 방식으로서의 독특한 녹음기술을 통합해냈으며 이것이 두드러지는 앨범에는 《Rubber Soul》, 《Revolver》, 《Sgt. Pepper's Lonely Hearts Club Band》이 있다. 이들이 보여준 제작방식, 작사방식, 예술적 표현방식은 곧 널리 퍼져나갔다. 이 밖에 비틀즈가 촉발시킨 문화적 변화에는 싱글을 압도하게끔 앨범 소비량을 촉진한 것과 사이키델릭 약물과 동방 영성을 널리 알린 것, 여러 패션 트렌드가 있다. 비틀즈는 이 외에도 앨범 커버나 뮤직 비디오, 그리고 쟁글, 포크 록, 파워 팝, 사이키델리아, 프로그레시브 록, 헤비 록에 이르는 다종다양한 장르의 음악에 영향을미쳤다. 60년대 후반 비틀즈는 당대의 사회문화적 운동의 화신으로조차 평가되었으며, 그것의 정화로서 나타난 것이 1967년의 노래 〈All You Need Is Love〉이다.
1960년대 전반에 걸쳐 비틀즈는 젊은이가 좇는 대중문화인의 선봉장이었다. 비틀즈는 수많은 판매량, 관중수 기록을 갈아치웠으며, 그 기록은 수십년이 지난 날까지도 계속되어왔었다. 또한 비견될만한 것이 없는 대중음악계의 절대적 고전으로서 군림하고 있다. 비틀즈는 역사상 가장 많은 커버곡을 양산해낸 그룹으로서 이들의 노래 〈Yesterday〉는 1,000회가 넘게 커버되고 있다. 2009년 역사상 가장 많은 음반을 판 밴드로서 기록되었으며, 그 판매량만 6억장에 달하는 것으로 밝혀졌다. 《타임》지는 비틀즈를 20세기 가장 중요한 인물 100인에 이들을 포함시켰다.

## 같이 보기
- 비틀즈의 수상 및 후보 목록

## 참고 문헌
- Babiuk, Andy (2002).  Bacon, Tony, 편집. 《Beatles Gear: All the Fab Four's Instruments, from Stage to Studio》 Revis판. Backbeat Books. ISBN 978-0-87930-731-8.
- Bellman, Jonathan (1998). 《The Exotic in Western Music》. Northeastern University Press. ISBN 1-55553-319-1.
- Cook, Nicholas; Pople, Anthony (2004). 《The Cambridge History of Twentieth-Century Music》. Cambridge University Press. ISBN 978-0-521-66256-7.
- Davis, Allen Freeman, 편집. (1981). 《For Better or Worse: the American Influence in the World》. Greenwood Press. ISBN 978-0-313-22342-6.
- Doggett, Peter; Hodgson, Sarah (2004). 《Christie's Rock and Pop Memorabilia》. Pavilion. ISBN 978-0-8230-0649-6.
- Everett, Walter (1999). 《The Beatles as Musicians: Revolver through the Anthology》. Oxford and New York: Oxford University Press. ISBN 978-0-19-512941-0. 2014년 3월 31일에 확인함.
- Everett, Walter (2001). 《The Beatles as Musicians: The Quarry Men Through Rubber Soul》. Oxford University Press. ISBN 978-0-19-514105-4.
- Fried, Goldie; Titone, Robin; Weiner, Sue (1980). 《The Beatles A-Z》. Methuen. ISBN 978-0-416-00781-7.
- George-Warren, Holly (ed.) (2001). 《The Rolling Stone Encyclopedia of Rock & Roll》. New York, NY: Fireside/Rolling Stone Press. ISBN 0-7432-0120-5.
- Gould, Jonathan (2007). 《Can't Buy Me Love: The Beatles, Britain and America》. New York: Three Rivers Press. ISBN 978-0-307-35338-2.
- Hall, Mitchell K. (2014). 《The Emergence of Rock and Roll: Music and the Rise of American Youth Culture》. Taylor & Francis. ISBN 978-1-135-05357-4.
- Harry, Bill (2000). 《The Beatles Encyclopedia: Revised and Updated》. London: Virgin. ISBN 978-0-7535-0481-9.
- Hegarty, Paul; Halliwell, Martin (2011). 《Beyond and Before: Progressive Rock Since the 1960s》. New York: The Continuum International Publishing Group. ISBN 978-0-8264-2332-0.
- Hewitt, Paolo; Hellier, John (2015). 《Steve Marriott: All Too Beautiful》. Dean Street Press. ISBN 978-1-910570-69-2.
- Holm-Hudson, Kevin, 편집. (2013). 《Progressive Rock Reconsidered》. Routledge. ISBN 978-1-135-71022-4.
- Howard, David N. (2004). 《Sonic Alchemy: Visionary Music Producers and Their Maverick Recordings》. Hal Leonard Corporation. ISBN 978-0-634-05560-7.
- Inglis, Ian (2010). 〈Historical approaches to Merseybeat〉. 《The Beat Goes on: Liverpool, Popular Music and the Changing City (editors Marion Leonard, Robert Strachan)》. Liverpool University Press. 11쪽.
- Jones, Carys Wyn (2008). 《The Rock Canon》. Ashgate. ISBN 978-0-7546-6244-0.
- Jones, Steve, 편집. (2002). 《Pop Music and the Press》. Temple University Press. ASIN B00EKYXY0K. ISBN 9781566399661.
- Julien, Oliver (2013). 《Sgt. Pepper and the Beatles: It Was Forty Years Ago Today》. Ashgate Publishing, Ltd., 2013. ISBN 9781409493822.
- Kaiser, Charles (1988). 《1968 in America: Music, Politics, Chaos, Counterculture, and the Shaping of a Generation》. Grove Press. ISBN 978-0-8021-3530-8.
- Lemlich, Jeffrey M. (1992). 《Savage Lost: Florida Garage Bands of the '60s and Beyond》 Fir판. Plantation, FL: Distinctive Publishing Corporation. ISBN 0-942963-12-1.
- Lange, Larry (2008). 《The Beatles Way: Fab Wisdom for Everyday Life》. Simon and Schuster. ISBN 978-1-4391-1681-4.
- Leng, Simon (2006) [2003]. 《While My Guitar Gently Weeps: The Music of George Harrison》. SAF Publishing Ltd. ISBN 978-1-4234-0609-9.
- Lewisohn, Mark (1992). 《The Complete Beatles Chronicle:The Definitive Day-By-Day Guide To the Beatles' Entire Career》 2010판. Chicago: Chicago Review Press. ISBN 978-1-56976-534-0.
- Macan, Edward (1997). 《Rocking the Classics: English Progressive Rock and the Counterculture》. Oxford University Press. ISBN 978-0-19-509887-7.
- MacDonald, Ian (2007). 《Revolution in the Head: The Beatles' Records and the Sixties》. Chicago Review Press. ISBN 978-1-55652-733-3.
- Martin, Bill (2015). 《Avant Rock: Experimental Music from the Beatles to Bjork》. Open Court Publishing Company. ISBN 978-0-8126-9939-5.
- Miles, Barry (1998). 《Paul McCartney: Many Years From Now》. Henry Holt and Company. ISBN 978-0-8050-5249-7.
- Moore, Allan F. (1997). 《The Beatles: Sgt. Pepper's Lonely Hearts Club Band》. Cambridge University Press. ISBN 978-0-521-57484-6.
- Moore, Allan F. (2016). 《Song Means: Analysing and Interpreting Recorded Popular Song》. Routledge. ISBN 978-1-317-05265-4.
- Moskowitz, David V. (2015). 《The 100 Greatest Bands of All Time: A Guide to the Legends Who Rocked the World [2 volumes]: A Guide to the Legends Who Rocked the World》. ABC-CLIO. ISBN 978-1-4408-0340-6.
- Philo, Simon (2014). 《British Invasion: The Crosscurrents of Musical Influence》. Rowman & Littlefield Publishers. ISBN 978-0-8108-8627-8.
- Robins, Wayne (2016). 《A Brief History of Rock, Off the Record》. Routledge. ISBN 978-1-135-92345-7.
- Runco, Mark A. (2014). 《Creativity: Theories and Themes: Research, Development, and Practice》. Elsevier Science. ISBN 978-0-12-410522-5.
- Sanchez, Luis (2014). 《The Beach Boys' Smile》. Bloomsbury Publishing. ISBN 978-1-62356-956-3.
- Schinder, Scott; Schwartz, Andy (2008). 《Icons of Rock》. Greenwood Press. ISBN 978-0-313-33846-5.
- Shephard, Tim; Leonard, Anne, 편집. (2013). 《The Routledge Companion to Music and Visual Culture》. New York, NY: Routledge. ISBN 9781135956462.
- Spitz, Bob (2005). 《The Beatles: The Biography》. New York: Little, Brown. ISBN 978-0-316-80352-6.
- Spitz, Bob (2013).  Koepp, Stephen, 편집. 《The Beatles Invasion (TIME Magazine special issue)》. New York: TIME Books.
- Tuyl, Ian Van (2004). 《Popstrology: The Art and Science of Reading the Popstars》. Bloomsbury USA. ISBN 978-1-58234-422-5.